# آن ماريوت
آن ماريوت (بالإنجليزية: Anne Marriott)‏ (5 نوفمبر 1913، فيكتوريا في كندا - 10 أكتوبر 1997، فانكوفر في كندا)؛ كاتِبة وشاعرة كندية.